# Fabio Ramos
Fabio Ramos (Areguá, Departamento Central, Paraguay, 14 de junio de 1980) es un futbolista paraguayo. Juega como mediocentro organizador y su actual equipo es el Club Sportivo Ameliano de la Primera División B de Paraguay.

## Trayectoria
Fabio Ramos se inició futbolísticamente en el Club Nacional de Asunción, equipo con el que debutó profesionalmente en 1997. En 1998 es fichado por el Rio Ave FC de la Primera División de Portugal equipo en el que descendió en la temporada 1999-2000. Luego de cinco años en Europa, retornó a su equipo, al Nacional en el 2003, que militaba en la Segunda División. Esa temporada ascendió a la Primera División. A finales del 2006 es llamado por primera vez para jugar con la Selección paraguaya de fútbol. En el Nacional compartió camerino con el goleador Oscar Cardozo.
Al siguiente año, en el 2007, salió goleador del Campeonato Paraguayo con 25 goles, sumando los anotados en los torneos Apertura y Clausura. En el 2008 quedó subcampeón y al año siguiente fichó por el Club Sport Emelec de Ecuador. En el 2012 ficha por el Real Garcilaso de Perú, club recién ascendido a la Primera División. Ese mismo año llegó a la final donde finalmente cae ante Sporting Cristal. El año siguiente Real Garcilaso hace una digna Copa Libertadores donde llega a cuartos de final tras eliminar a Nacional de Uruguay en el mismo Centenario. En diciembre del 2013 vuelve a disputar otra final del torneo peruano con Real Garcilaso frente al Club Universitario de Deportes, volviendo a desperdiciar la oportunidad de obtener el campeonato a través de los penalties. En enero del 2014 se anuncia su fichaje por el Club León de Huánuco clasificando a la Copa Sudamericana 2015.
En marzo de 2015 arregla con el Independiente de Campo Grande para encarar el torneo de la División Intermedia 2015.

## Selección nacional
Ha sido internacional con la Selección de fútbol de Paraguay en 2 ocasiones. Su debut fue en la derrota 2-3 contra la Selección de Chile el 15 de noviembre de 2006 en un partido amistoso jugado en Viña del Mar.

## Clubes
| Club                | País      | Año           |
| ------------------- | --------- | ------------- |
| Nacional            | Paraguay  | 1997 - 1998   |
| Rio Ave FC          | Portugal  | 1998 - 2002   |
| Nacional            | Paraguay  | 2003 - 2008   |
| Emelec              | Ecuador   | 2009          |
| Nacional            | Paraguay  | 2010          |
| Atlético Tucumán    | Argentina | 2010 - 2011   |
| Nacional            | Paraguay  | 2011          |
| Real Garcilaso      | Perú      | 2012 - 2013   |
| León de Huánuco     | Perú      | 2014          |
| Independiente CG    | Paraguay  | 2015          |
| Sportivo Trinidense | Paraguay  | 2016-2017     |
| Sportivo Ameliano   | Paraguay  | 2017-presente |

## Palmarés

### Campeonatos nacionales
| Título                       | Club     | País     | Año  |
| ---------------------------- | -------- | -------- | ---- |
| Segunda División de Paraguay | Nacional | Paraguay | 2003 |

### Distinciones individuales
| Distinción                                                                                            | Año  |
| --- | ---- |
| Goleador de la Primera División de Paraguay                                                           | 2007 |
| Máximo asistidor del Campeonato Descentralizado                                                       | 2012 |
| Incluido en el equipo ideal del Campeonato Descentralizado según el portal periodístico DeChalaca.com | 2012 |